# Johannes Campanus
Johannes Campanus, född omkring 1500 i Maaseik, död omkring 1575, var en belgisk antitrinitarisk teolog.
Campanus verkade i reformatorisk anda i Köln och Zürich under Erasmus av Rotterdams inflytande. Han kom dock att utveckla sig i alltmer antitrinitarisk riktning, och fick slutligen förbindelse med anabaptisterna och förberedde med sin propaganda döparrörelsen i Münster. Campanus sattes i fängelse 1555 och dog i fångenskapen.